# メトロ (リール)
リール・メトロ（フランス語: Métro de Lille）はフランスのリールで運行されている地下鉄。1983年4月25日に開業。VAL方式を採用した最初の地下鉄。運営はイレヴィアが行っている。
車両の幅は2mで2両1編成の車両の長さは26m、ゴムタイヤで走行する。1編成で156名が乗車できる。

## 路線
現在2路線60駅から構成されている。
| 路線 | 路線  | 開業年 | キロ程 | 駅数 | 区間                                                                      |
| ---- | ----- | ------ | ------ | ---- | ------------------------------------------------------------------------- |
|      | 1号線 | 1983年 | 12.5km | 18   | クアトロ・カントン＝スタード・ピエール・モーロワ駅 〜 CHU＝ユーラサンテ駅 |
|      | 2号線 | 1989年 | 31.1km | 44   | サン＝フィリベール駅 〜 CH＝ドロン駅                                      |

## 運賃・運行
運行は早朝5時から深夜まで電車は1.5～4分間隔で運行されている。ラッシュ時には1分間隔。早朝や夜間は6 - 8分間隔。日曜日は4 - 6分間隔である。運賃は均一で1.25ユーロである。

## 沿革
建設は1978年に開始され、1983年4月25日に最初の路線である1号線が4 CantonsとRépublique間で開業し、翌年の1984年5月2日、1号線全線が開業した。路線長13.5kmのうち8.5kmが地下区間である。C.H.R. B Calmetteと4 Cantonsの間には18箇所の駅があり、リール＝フランドル駅やヴィルヌーヴ・ダスクを経由している。全自動運転のため全ての駅のホームにはホームドアが完備されている。
2号線は1989年4月3日に開業した。2000年10月27日にはベルギー国境に近い終点C.H. Dronに達しており、路線の延長は32kmで44駅がある。

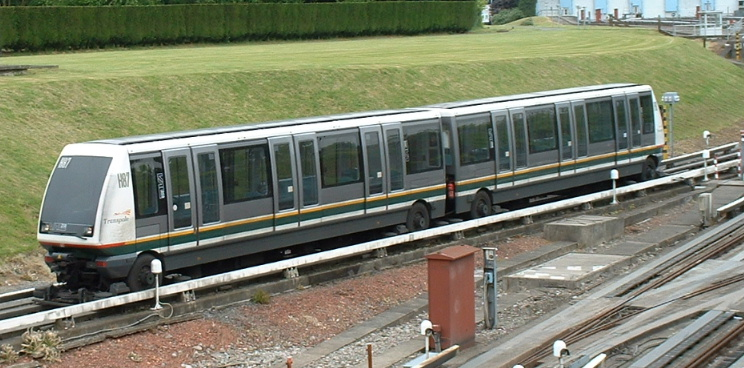
リールメトロのVAL 208
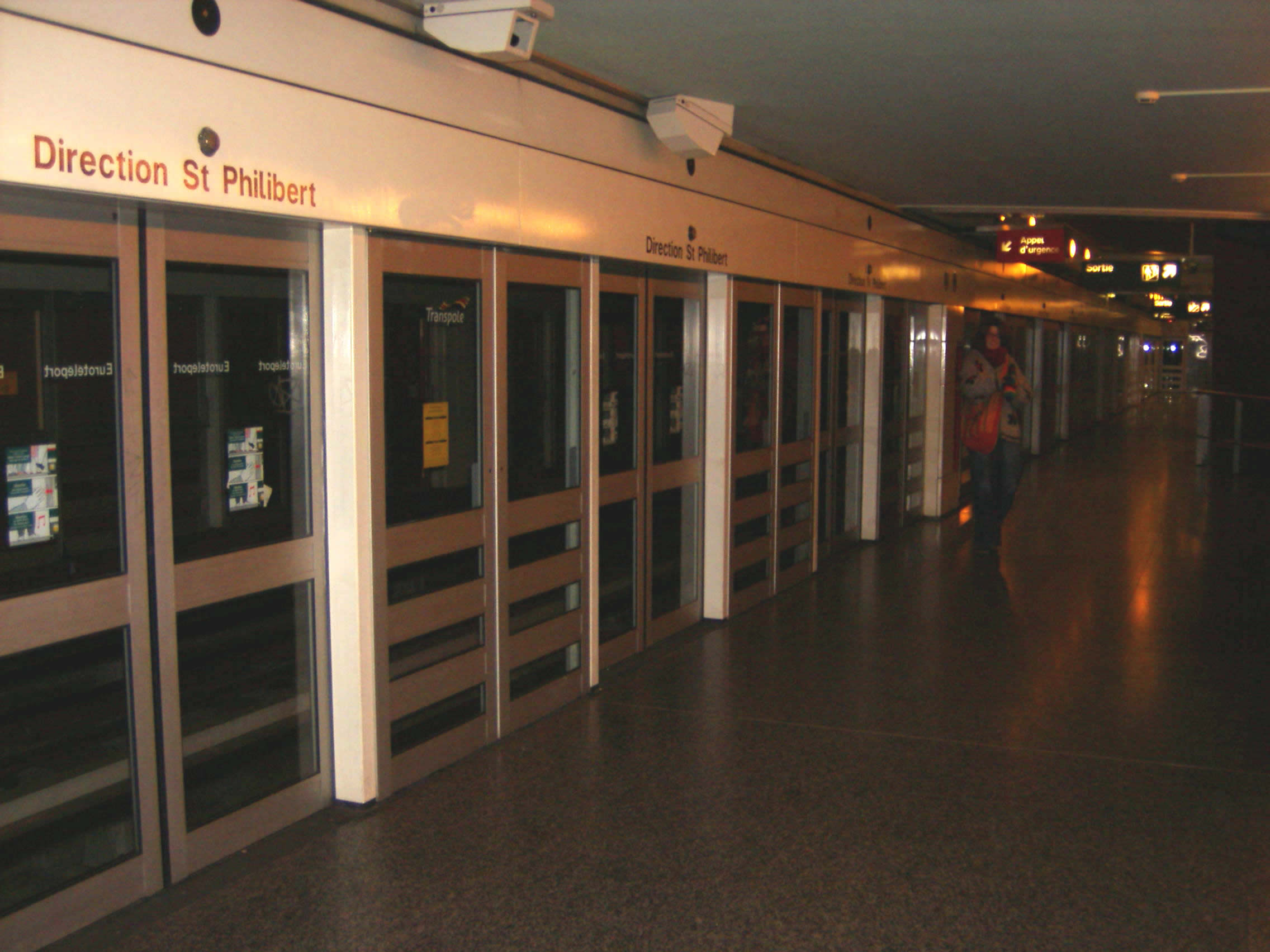
ホームドア

## 保有車両
- VAL 206
- VAL 208